# Jose Pasillas
José Pasillas (26 april 1976) is de drummer van de Amerikaanse rockband Incubus.

## Biografie
José Pasillas is van Mexicaanse afkomst. Zijn vader heet ook José Pasillas, maar dan José Pasillas I. Hij is opgegroeid in Calabasas, Californië. Hij begon in 1990 te drummen, Later in 1991, begonnen José en vrienden Brandon Boyd, Mike Einziger en de hun originele bassist Dirk Lance de band Incubus.
José heeft nooit echt les gehad in drummen. Volgens hem heeft dat voor- en nadelen. Hij is beïnvloed door Stewart Copeland en Tim Alexander.
Voordat hij zich fulltime op Incubus stortte was hij eerst net als Brandon een student in de kunst, nu nog steeds is hij veel bezig dingen ontwerpen in zijn vrije tijd.

## Opstelling

### 2007 Touropstelling
- Drums – Gold Sparkle Finish
  - 6x18" Rata-Drum (Octoban)
  - 8x5" Rack Tom
  - 10x5" Rack Tom
  - 12x6" Rack Tom
  - 16x13" Floor Tom
  - 18x14" Floor Tom
  - 20x18" Bass Drum
  - 14x7" Rocket Shells Snare (w/ custom design)
  - 14x5" Rocket Shells Side Snare or 13x11" Pearl FFX Marching Snare
- Bekkens – Sabian (all with brilliant finish)
  - 13" HHX Evolution hihats
  - 22" HH Raw-Bell Dry Crash Prototype
  - 21" HH Raw-Bell Dry Ride
  - 20" AAX Studio Ride (Crash)
  - 21" HH Vintage Ride (Crash) piggybacked with 7" Radia Cup Chime
  - 12" HHX Evolution Splash
  - 18" HHX Chinese
  - 10" HH China Kang
  - 10" AAX Splash
  - 8" AAX Splash

## Discografie

### Studioalbums
| Jaar | Titel                         | U.S. | UK  |
| ---- | ----------------------------- | ---- | --- |
| 1995 | Fungus Amongus                | -    | -   |
| 1997 | Enjoy Incubus                 | -    | -   |
| 1997 | S.C.I.E.N.C.E.                | -    | 103 |
| 1999 | Make Yourself                 | 47   | 83  |
| 2000 | When Incubus Attacks Volume 1 | -    | -   |
| 2001 | Morning View                  | 2    | 15  |
| 2004 | A Crow Left of the Murder...  | 2    | 6   |
| 2006 | Light Grenades                | 1    | 52  |

### Singles
| Jaar | Titel                    | U.S. Billboard Hot 100 | U.S. Mainstream Rock Tracks | U.S. Modern Rock Tracks | U.S. Pop 100 | UK  | Album                        |
| ---- | ------------------------ | ---------------------- | --------------------------- | ----------------------- | ------------ | --- | ---------------------------- |
| 1996 | Take Me to Your Leader   | -                      | -                           | -                       | -            | -   | Fungus Amongus               |
| 1997 | A Certain Shade of Green | -                      | -                           | -                       | -            | -   | S.C.I.E.N.C.E.               |
| 2000 | Pardon Me                | -                      | 7                           | 3                       | -            | 61  | Make Yourself                |
| 2000 | Stellar                  | -                      | 17                          | 2                       | -            | -   | Make Yourself                |
| 2001 | Drive                    | 9                      | 8                           | 1                       | -            | 40  | Make Yourself                |
| 2001 | Wish You Were Here       | 60                     | 4                           | 2                       | -            | 27  | Morning View                 |
| 2002 | Warning                  | -                      | 27                          | 3                       | -            | -   | Morning View                 |
| 2002 | Nice to Know You         | -                      | 9                           | 9                       | -            | -   | Morning View                 |
| 2002 | Circles                  | -                      | 31                          | -                       | -            | -   | Morning View                 |
| 2002 | Are You In?              | -                      | -                           | -                       | -            | 34  | Morning View                 |
| 2004 | Megalomaniac             | 55                     | 2                           | 1                       | -            | 23  | A Crow Left of the Murder... |
| 2004 | Talk Shows on Mute       | -                      | 18                          | 3                       | -            | 43  | A Crow Left of the Murder... |
| 2005 | Make a Move              | -                      | 19                          | 17                      | -            | -   | Stealth soundtrack           |
| 2006 | Anna Molly               | 66                     | 4                           | 1                       | 81           | 109 | Light Grenades               |
| 2007 | Dig                      | 94                     | 17                          | 4                       | 96           | -   | Light Grenades               |
| 2007 | Love Hurts               | -                      | -                           | -                       | -            | -   | Light Grenades               |
| 2007 | Oil and Water            | -                      | 38                          | 8                       | -            | -   | Light Grenades               |